# Johan Nilsson Gyllenstierna

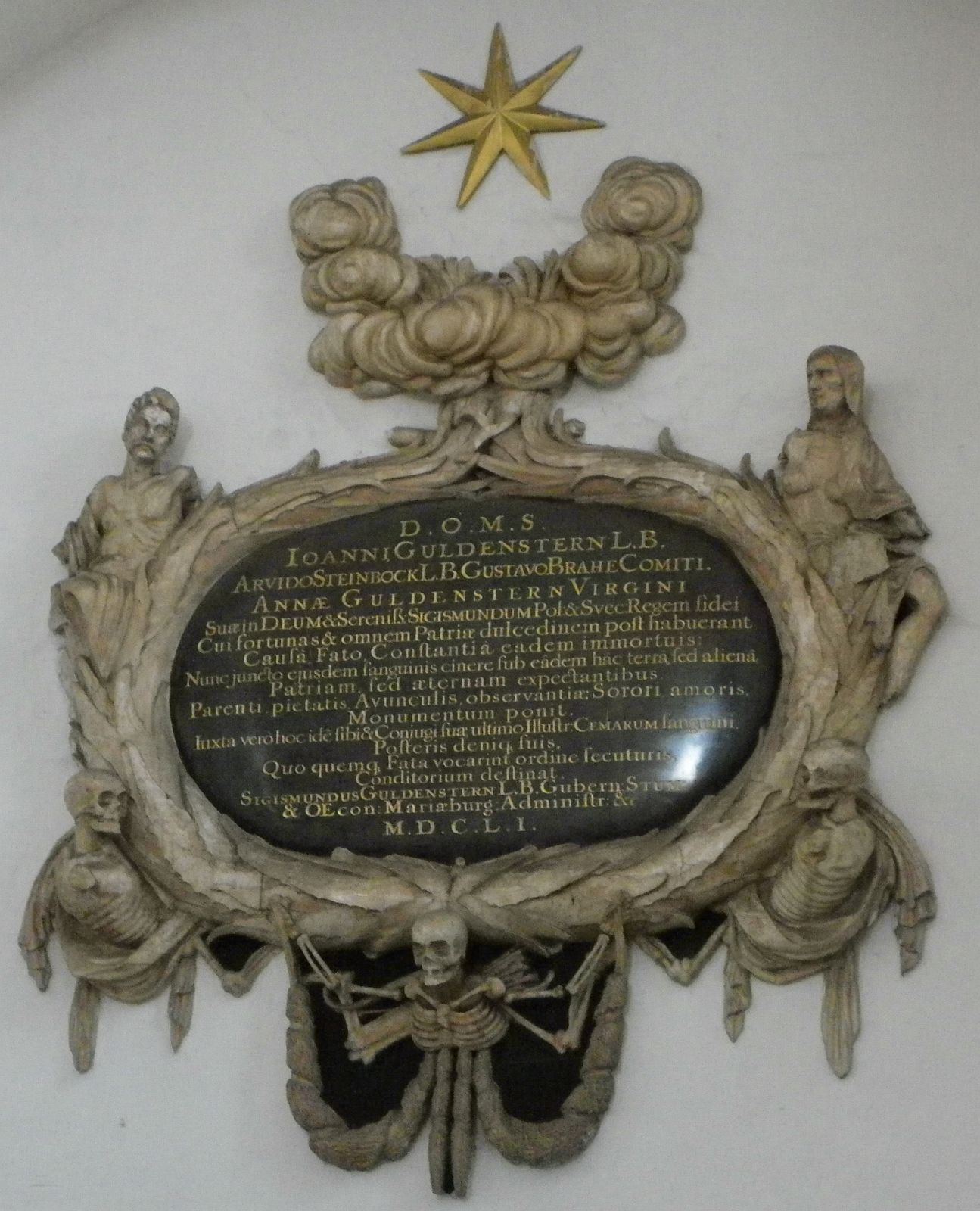
Epitafium Johanna Guldensterna w kościele NMP w Gdańsku

Johan Nilsson Gyllenstierna, niem. Johann Guldenstern, pol. Jan Guldenstern, (ur. 31 stycznia 1569 w Sztokholmie, zm. 1617 w Gdańsku) – szwedzki arystokrata, admirał floty Zygmunta III Wazy.
Był synem wieloletniego kanclerza królestwa Szwecji, Nilsa Göranssona, który jako pierwszy z rodu zaczął używać nazwiska "Gyllenstierna" (Złota gwiazda). 19 marca 1595 poślubił na zamku Stegeborg Sygrydę Brahe. Wywołało to potężny skandal, gdyż panna młoda była zaręczona z Erykiem Bielke, a ślub odbył się w pośpiechu i bez zgody jej rodziny. W załagodzenie sporu zaangażowana była siostra królewska, Anna Wazówna. Ostatecznie Gyllenstierna musiał wypłacić Bielkemu odszkodowanie oraz ekwiwalent za prezenty, jakie wcześniej darował on Sigrid, młoda para zaś miała przez rok nie uczestniczyć w życiu publicznym i towarzyskim.
Johan Nilsson należał do tej części szwedzkiej szlachty, która nie poparła Karola Sudermańskiego. W 1598 przebywał w obleganym przez wrogów, dotrzymującym wierności Zygmuntowi III Kalmarze, a po utracie tej twierdzy, mianowany admirałem, dowodził eskadrą ośmiu okrętów, które pod koniec września 1599 wypłynęły z Gdańska, by podjąć próbę desantu w okolicach Elfsborga (dziś część Göteborga) na południowo-zachodnim wybrzeżu Szwecji. Pomimo przychylności władcy Danii Chrystiana IV, który przepuścił flotę przez cieśninę Sund, wyprawa poniosła fiasko - nie udało się przeciągnąć garnizonów szwedzkich na stronę Zygmunta III, a na dodatek utracono okręt admiralski, który wpadł na skały. Johan musiał sprzedać część okrętów w Kopenhadze, a pozostałe uszły do Lubeki i zostały tam aresztowane. W styczniu 1600 Karol Sudermański wystosował do Johana Nilssona list z ofertą powrotu do Szwecji i wstąpienia na jego służbę. Gyllenstierna pozostał jednak wierny Zygmuntowi III, być może z wdzięczności dla jego siostry Anny za pomoc w perypetiach małżeńskich, i powrócił do Gdańska. 1602 na czele roty piechoty niemieckiej walczył pod Zawojskiem przeciw siłom Karola Sudermańkiego. W tym okresie zaczął używać nazwiska w niemieckim brzmieniu "Guldenstern", łatwiejszym do wymówienia niż oryginalne szwedzkie "Gyllenstierna".
Z małżeństwa z Sygrydą dochował się trzech synów: Johana (1597–1658), dworzanina Anny Wazówny, Zygmunta (1598–1666) – kasztelana gdańskiego i senatora I Rzeczypospolitej, oraz Casimira (zm. 1640) – dworzanina Gustawa II Adolfa. Sygryda Gyllenstierna zmarła w 1608 w Krakowie i została pochowana w luterańskim Cieszynie. Johan Nilsson zmarł w Gdańsku w 1617, w wieku 48 lat. Spoczął w kościele Mariackim w Gdańsku, gdzie później jego syn Zygmunt urządził kaplicę grobową. Na ścianie kościoła ponad kaplicą zachowało się rzeźbione epitafium z 1651, upamiętniające Johana Nilssona i kilka innych osób połączonych z nim zapewne więzami pokrewieństwa.